# 罗恩·穆尔
罗纳德·基思·穆尔（英語：Ronald Keith Moore，1962年1月16日—），美国NBA联盟前职业篮球运动员。他在1987年的NBA选秀中第2轮第2顺位被纽约尼克斯选中。